# Kargasoksky (huyện)
Huyện Kargasoksky (tiếng Nga: ? райо́н) là một huyện hành chính tự quản (raion), của Tỉnh Tomsk, Nga. Huyện có diện tích 86357 km², dân số thời điểm ngày 1 tháng 1 năm 2000 là 26800 người. Trung tâm của huyện đóng ở Kargasok.